# لغة مختلطة

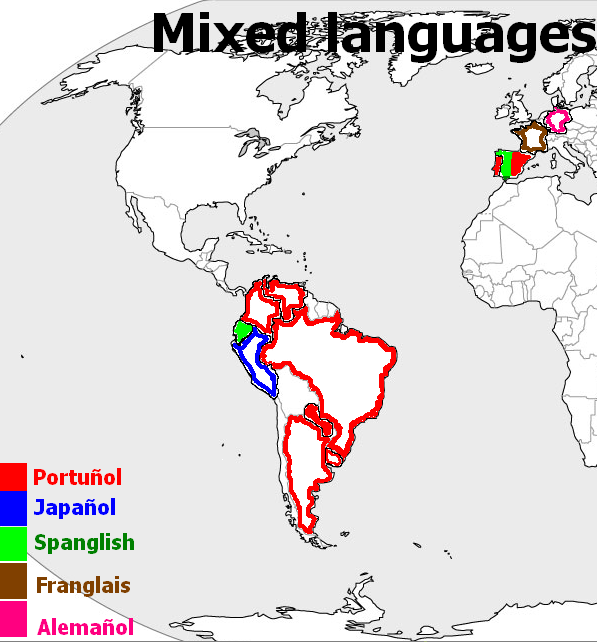
خارطة تبين أماكن أنتشار اللغات المختلطة في بعض دول العالم.

اللغة المختلطة هي لغة تنشأ داخل مجتمع ثنائي اللغة أو متعدد اللغات أو من خلال دمج لغتين مصدر، وتتضمن عناصر من لغتين أو أكثر دون أن تنشأ في الغالب من أي لغة واحدة. وهي تختلف عن لغة الكريول أو اللغة المبسطة حيث تتطور الكريول واللغات المبسطة عندما يتبنى المتحدثون بلغات مختلفة لغة مشتركة مبسطة. في المقابل، عادة ما تتشكل اللغة المختلطة بين السكان الذين يجيدون كلتا اللغتين المصدر.
نظرًا لأن جميع اللغات تتضمن بطبيعتها درجة معينة من الاختلاط من خلال إدراج الكلمات المستعارة، فهناك نقاش مثير للجدل حول ما إذا كان يمكن فصل مفهوم اللغة المختلطة عن ظواهر الاتصال والاقتراض السائدة في جميع اللغات. ينخرط الأكاديميون في مناقشات حول مدى إمكانية تمييز دمج اللغة من الآليات اللغوية الأخرى، مثل تبديل التعليمات البرمجية، أو تأثير الطبقات التحتية، أو الاقتراض المعجمي.

## التعاريف
اللغة المختلطة هي لغة تجمع بين واحدة من العناصر النحوية والعناصر المعجمية من اللغات الأخرى عادة، هناك ثنائية اللغة في واحدة من المجموعات، على الرغم من أن هذا ليس شرطا.
كل لغة هي لغة مختلطة إلى حد ما ولكن قلة قليلة من اللغات هي «لغات مختلطة» في المعنى المقصود هنا في أواخر القرن التاسع عشر، منذ ذلك اللحين مصطلح «اللغات المختلطة» كان تعريف غامض محدود إلى اللغة التي تجمع بين العناصر المعجمية واللغوية إلى لغتين أو أكثر من لغة التي يمكن التعرف عليها بسهولة منذ ذلك اللحين، الفرضيات المتنافسة قد تشكل لغة مختلطة مفترضة هناك بعض الخلافات بين الباحثين عن التعريف الدقيق للغة المختلطة، على الرغم من أن المعايير الأساسية هي: حالة اتصال بين لغتين، اللغة الثنائية هي على الأقل واحدة من مجموعتين في الاتصال، تمايز واضح بين اللغة المختلطة واللغات اللتي أصبحت مختلطة وتبسيط الحد الأدنى للعناصر من كل لغة. يارون مارتس يميز بين ثلاثة أنواع للنماذج للغة المختلطة: استقرار وتحول اللغة، عمليات محددة سلفا وفريدة (تشابك) وتواضعية أنماط اللغات الممزوجة. يتضمن النموذج الأول استخدام لغة واحدة لأستخدام بدائل ثقيلة للنماذج النحوية الكاملة أو علم التشكيل للغة الأخرى. وذلك لأن كلام المجتمع لايبني أحداث اللغة السائدة، وبحيث تتكون اللغة مع المواد النحوية من اللغة السائدة. يقول بيكر (1997) تكون اللغات مختلطة نتيجة اختلاط السكان. اللغات (تتشابك) في المورفونستاكس (المقدمة من الناطقين الأناث) يمدمج مع قاموس لغة أخرى. (الذين يتحدثون بها الرجال غالبا في سياق استعماري). هذا يرجع على انها كانت حاله في ميشف، حيث كان الرجال الأوروبين والكري، المرأة النكوتا والأوجبي كان أصلهم مما تعلمو من خليط اللغة الفرنسية والكري. النموذج الثالث (يفترض فقدان تدريجي لوظيقة المحادثة كوسيلة للتعبير عن التباين. وبعبارة أخرى ’ اللغة لم تعد وسية للأختلاف بين كلام المجتمع كنتيجه لأختلاط اللغة.
صنف توماسون (1995) اللغات المختلطه إلى فئتين: الفئة الأولى اظهار اللغات " التأثير الثقيل من مجموعة اللغة المهنية في جميع الجوانب النحوية والهيكلية كما في المعجم. (وينفرد 171) تظهر الفئة الثانية شكل محدد للأستعارة الهيكلية أو استعارة منظمة للفائات المحدده (وينفرد)
اللغة مختلطة والمتشابكة هي شروط للتبادل على ما يبدو لبعض الباحثين. البعض استخدم مصطلح «متشابكة» بدلاً من «خلط» لأن السابقة تعني «خليط نظامين التي ليست بالضرورة بنفس الترتيب» ولا يوحي بأنها «الاستبدال أما المعجم أو النظام النحوي» وخلافا ريليكسيفيكيشن، واستبدال النحوية الضخمة، وإعادة الجراماتيكاليزيشن. التدقيق النحوي للغة المختلطة عادة يأتي من لغة معروفة جيدا للجيل الأول من المتكلمين، الذي تدعى أرندس هي اللغة التي يتحدث بها الأم. هذا بسبب العلاقة الوثيقة بين الأم والطفل واحتمال أن اللغة التي يتحدث بها المجتمع بصورة عامة.
ارندس ات ال تصنف لغة تشابك كلغة لها صرفيه معجميه من لغة واحدة وصرفيه نحويه من لغة أخرى. وهذا التعريف لا يشمل مشيف، الذي يجمع بين العناصر المعجمية الفرنسية في سياقات محددة، ولكن الكري لا تزال تستخدم العناصر المعجمية والنحوية.
يارون مارتس يميز بين ثلاثة أنواع للنماذج للغة المختلطة: استقرار وتحول اللغة، عمليات محددة سلفا وفريدة (تشابك) وتواضعية أنماط اللغات الممزوجة. يتضمن النموذج الأول استخدام لغة واحدة لأستخدام بدائل ثقيلة للنماذج النحوية الكاملة أو علم التشكيل للغة الأخرى. وذلك لأن كلام المجتمع لايبني أحداث اللغة السائدة، وبحيث تتكون اللغة مع المواد النحوية من اللغة السائدة. يقول بيكر (1997) تكون اللغات مختلطة نتيجة اختلاط السكان. اللغات (تتشابك) في المورفونستاكس (المقدمة من الناطقين الأناث) يمدمج مع قاموس لغة أخرى. (الذين يتحدثون بها الرجال غالبا في سياق استعماري). هذا يرجع على انها كانت حاله في ميشف، حيث كان الرجال الأوروبين والكري، المرأة النكوتا والأوجبي كان أصلهم مما تعلمو من خليط اللغة الفرنسية والكري. النموذج الثالث (يفترض فقدان تدريجي لوظيقة المحادثة كوسيلة للتعبير عن التباين. وبعبارة أخرى ’ اللغة لم تعد وسية للأختلاف بين كلام المجتمع كنتيجه لأختلاط اللغة.
إعادة التوجيه المعجمي وفقا لماترس تعرف بأنها "واعية تحول ميدان علم اللغة اللذي مسؤول عن المعنى الترميزي أو التمثيل المفاهيمي بعيداً عن اللغة في التفاعل اللغوي الذي عادة يكون مدار ومنظم ومجهز. اعتماد المتكلمين في منطق النظام اللغوي للتعبير عن المعنى المعجمي (أو الرموز بمعنى مصطلح بوهليريان). وآخر لتنظيم العلاقات بين الرموز الدلالية، وكذلك داخل الجمل والتصريحات التي تصدر عنها، والتفاعل. والنتيجة انقسام حسب اللغة المصدر، بين المعجم والتدقيق النحوي.

## الأختلاف مع مخاليط اللغة الأخرى
هي لغة مختلطة تختلف عن اللغات وهي لغة مبسطة تستخدم للتفاهم بين الشعوب الناطقة بلغات مختلفة، والتبديل بين التعليمات البرمجية في طرق أساسية. يتحدثون متكلمون اللغة المختلطة بطلاقة، حتى متحدثين اللغة الأصلية لكلا اللغتين. ومن ناحية أخرى، عادة ما تتطور اللغة المبسطة التي تستخدم للتفاهم بين الشعوب الناطقة بلغات مختلفة في النصوص التجارية، حيث أن الناطقين بلغتين أو أكثر من اللغات المختلفة يحتاجون إلى إيجاد طريقة ما للتواصل مع بعضهم البعض. وهذا يتناقض مع اللغات المختلطة، حيث إن المتحدثين يميلون إلى أن يتحدثون بطلاقة في إحدى أو كلا من لغات المصدر. وتتطور اللغة البسيطة التي تستخدم للتفاهم بين الشعوب الناطقة بلغات مختلفة عندما تصبح لغة مبسطة أصلية للمتحدثين من الشباب. بينما الكريول يميل إلى أن يكون مبسط إلى حد كبير مع علم الصرف أما اللغات المختلطة غالبا ما تحتفظ بتعقيدات التصاريف من لغتي الأم.
وأخيرا، تختلف اللغة المختلطة من التبديل بين التعليمات البرمجيه مثل الاسبانجليزية أو البورتونول بمجرد أنها تطورت واندماج اللغة لغات المصدر ثابت في قواعد اللغة والمفردات والمتحدثين لايحتاجون إلى معرفة لغات المصدر من أجل التحدث بها. ولكل اللغوين يعتقدون أن اللغات المختلطة تتطور من استمرار تبديل التعليمات البرمجيه مع الأجيال الشابة لتحسين رمز التبديل ولكن ليس بالضرورة باللغات المصدر التي تم إنشاؤها
يارون مارتس يميز بين ثلاثة أنواع للنماذج للغة المختلطة: استقرار وتحول اللغة، عمليات محددة سلفا وفريدة (تشابك) وتواضعية أنماط اللغات الممزوجة. يتضمن النموذج الأول استخدام لغة واحدة لأستخدام بدائل ثقيلة للنماذج النحوية الكاملة أو علم التشكيل للغة الأخرى. وذلك لأن كلام المجتمع لايبني أحداث اللغة السائدة، وبحيث تتكون اللغة مع المواد النحوية من اللغة السائدة. يقول بيكر (1997) تكون اللغات مختلطة نتيجة اختلاط السكان. اللغات (تتشابك) في المورفونستاكس (المقدمة من الناطقين الأناث) يمدمج مع قاموس لغة أخرى. (الذين يتحدثون بها الرجال غالبا في سياق استعماري). هذا يرجع على انها كانت حاله في ميشف، حيث كان الرجال الأوروبين والكري، المرأة النكوتا والأوجبي كان أصلهم مما تعلمو من خليط اللغة الفرنسية والكري. النموذج الثالث (يفترض فقدان تدريجي لوظيقة المحادثة كوسيلة للتعبير عن التباين. وبعبارة أخرى ’ اللغة لم تعد وسية للأختلاف بين كلام المجتمع كنتيجه لأختلاط اللغة.
إعادة التوجيه المعجمي وفقا لماترس تعرف بأنها "واعية تحول ميدان علم اللغة اللذي مسؤول عن المعنى الترميزي أو التمثيل المفاهيمي بعيداً عن اللغة في التفاعل اللغوي الذي عادة يكون مدار ومنظم ومجهز. اعتماد المتكلمين في منطق النظام اللغوي للتعبير عن المعنى المعجمي (أو الرموز بمعنى مصطلح بوهليريان). وآخر لتنظيم العلاقات بين الرموز الدلالية، وكذلك داخل الجمل والتصريحات التي تصدر عنها، والتفاعل. والنتيجة انقسام حسب اللغة المصدر، بين المعجم والتدقيق النحوي. معظم أسماء اللغة غير مختلطة، مثل فرانجليز، والانجلو، واللغات الغير مختلطة، أو حتى أمثلة التبديل بين التعليمات البرمجية، ولكن السجلات من اللغة (الفرنسية والإنجليزية) تتميز بأعداد كبيرة من الكلمات المستعارة من لغة ثانية (اللغة الإنجليزية). اللغة الإنجليزية الوسطى للغة الإنجليزية الحديثة تقدمت من مثل هذه الحالة، ودمجت العديد من *استعارة نورمان* في اللغة الإنجليزية القديمة، ولكن لا تعتبر لغة مختلطة.

## حالات اللغة المختلطة

### ميشيف
تستمد منها الأسماء والأرقام وأدوات التعريف المعرفة والنكرة والضمائر وبعض الظروف والنعوت من اللغة الفرنسية، في حين انها تستمد لغات الإشارة وكلمات السؤال والأفعال اتفاقا مع الفاعل والمفعول به، وبعض الضمائر التي تستعمل كفعل من كري. عموما مكونات كري. تظل سليمة نحويا، بينما المعجم الفرنسي والنحوي مقيد من العبارات الاسمية التي تحدث فيها الأسماء بالفرنسية مع ضمائر الملكية أو أداة التعريف، مثل أداة التعريف المؤنث والمذكر، والمفرد والجمع. وكذلك، العديد من متحدثين ميشيف قادرون على تحديد عناصر الجملة المعطاة من الميزات الصوتية والصرفية للكلمات الفرنسية وكري. على الرغم من ان النظم الصوتية للفرنسية كري مستقلة عموما في مشيف وهناك تقارب بينهما، 1)منتصف رفع العلة، 2) التوافق، 3)طول حرف العلة على سبيل المثال أزواج العلة في الفرنسية وتختلف في الطول كما هو الحال في كري، 4)الحالات التي تحدث ثلاثة أحرف لعلالة الأنف في عناصر كري، على الرغم من أن هذه النقطة الأخيرة من التقارب قد تكون بسبب التأثير. 7) ابيجو اقترحوا العلماء أن الفرنسية في المجتمع المتعدد اللغات ظهرت كحاجة لترمز إلى هوية اجتماعية جديدة. 8)أول ذكر للتواريخ يعود إلى الثلاثينات من القرن الماضي.
قدمت «ميتيس سانت لوران», وهي قبيلة من السكان الأصليين في كندا، وهم يشعرون أن لغتهم علامة على الدونية من الراهبات والكهنة وسائر المستنصرين الذين أصروا على أن الملونين بدلوا إلى «الفرنسية الكندية القياسية». لأن المستنصرين والبريطون وميشف هم شكل من الأشكال الأقل شأنا، وقد بدئوا الملونين بالشعور بالنقص والعار المرتبط مع الذين يتحدثون ميشيف. الرجال والملونين يطالبون الناس أيضا بأن تستخدم مشيف كوسيلة لتعيين أنفسهم كمجموعة متميزة، وهكذا نجت اللغة. ومع ذلك، أصبح من المحرمات الكلام مشيف عرقيا بين الوكالات.
تستخدم بعض الراهبات «نظام رمز مميز» يعطى لكل طالب في كل أسبوع، في محاولة لجعل الطلاب ينبذون مشيف وإذا استخدمها الطالب’ سيتعين عليه تسليم هذا الرمز المميز. وكانت هناك جائزة مكافأة للطلاب الذين حصلوا على معظم الرموز المميزة. عموما، لم يعمل بهذا النظام.
ميدينج الوت
أنظر أيضا ميدينج الوت
يتم تعريف الوت ميدنيج كلغة مختلطة تتألف من مكونات منهجية سليمة في الغالب من نوعان لغات وراثيا لا علاقة لها: الوت والروسية هذه اللغة مختلطه نحويا ومعجميا وكلاهما في الأصل الوت . بينما الغعل المحدود لعلم التشكيل وهو كله نظام فرعي نحوي، هو أساسا من أصل روسي. ومع ذلك بعض من تأثير الأنماط النحويه الروسية وبعض من مميزات محموعة فعل الوت مثل: 1- عدد موضوع أنماط الأتفاق 2- ضمائر الوت مع حالة النصب 3- اللوت أجلويتناتيفي الزمن + العدد +الشخص / العدد النمط في أحد الشكلين بديل شكل الزمن الماضي . افترض العلماء أن سبب وضع الروسية واللوت هي مكونات الوت ميدنيج. اللوت والروسية كرول التي نشأت في أي لغة مختلطه ويجيب أن يكون يتحدث اللغتين الروسية واللوت . ولذلك اللغة غير المبسطة هي«تعلم ناقص» عادة في المستقبل تنشأ لغة مبسطة. وعلاة على ذلك بعض من رمز التبديل متداول محتمل القرارات هي بمثابة آليات لتطوير الوت ميدنيج وأنه من الممكن أن هذه كانت بدافع حاجه إلى اللغة التي تنعكس على المجتمع في مجموعة جديدة الهوية.
ما ا
أنظر أيضا مبوقو
ما ا في الأصل كوشية والمفردات الأساسية والبانتو البنية النحوية. وتقول ساره ج صنف توماسون ما ا كلغة مختلطة لأنها لا تملك ما يكفي من قواعد اللغة الكوشية يجب أن تكون متصلة وراثيا إلى اللغة الكوشية.ما ا والكوشية يتشاركون بعض الوحدات الصوتية (مثل احتكاك جانبي لاصوت له ووقف مزماري لا صوت له واحتكاك حلقي لا صوت له وهذا لايحدث في البانتو) التراكيب النحوية والعمليات الاشتقاقية هي سمه من سمات علم التشكيل اللإعرابي . وعلى خلاف ذلك ما ا والكوشية عموما هي متشابهة بقدر الهياكل الكوشية متشابهة كهياكل البانتو. تظهر قليل من الهياكل غير المعجمية في إنتاجية ما ا المستمدة من الكوشية. ما ا تحتوي على مجموعة من الهياكل الإنتاجية إعرابية مستمدة من البانتو. ما يوضح بالإضافة إلى الهياكل الصوتية المستمدة من البانتو، على سبيل المثال أعرب توقف شخصية م ب د نانوغرام نغمات فونيمي وغياب الأحتكاك في البلعوم لابيليزياد توقف ظهيري. توقفات اجيكتف والانثنائي والحروف السكانه كذلك كما نهائية تصنيف اسم، رقم الفئة، وفعل تشكيل أنماط البانتو. الأنماط النحوية والاشتقاقية في ما ا تختلف بين الكوشية والبانتو وأصول بعض المنشآت ما المستخدمة مثل البناء المضاف إلية وكلاهما من الكوشية والبانتو. هذه الملاحظات نظرا لحالات اتصال إضافية مثل اللغة اليونانية آسيا الصغرى الانجو، الروما، ميدينج والأليوتية، تشير إلى أن ما نشأت كمنتج التدخل الهائل من لغة البانتة عبر الضغط الثقافي المكثف على المجتمع ناطق الكوشية.
ميديا لينقا
وسائل الإعلام لينقا المعروفة أيضا بأسم شامبوي-شيمي وشامبوي-لينقا وشابموي كويشيا وكوشينقول وشامبو-شيمي (تقريبا ترجمت إلى نصف لغة أو في الفترات الفاصلة بين اللغة) هي لغة مختلطة التي تتكون من المفردات الأسبانية والكيتشوا النحو وبشكل واضح في مغظم التشكيل لها. من حيث أن المفردات كلها تقريبا لكسيمس (89) بما في ذلك المفردات الأساسية هي من أصل أسباني وتظهر لتتوافق مع صوتيات الكيتشوا. وسائل اعلام لينقا هي واحدة من عدد قليل من الأمثلة اعترف على نطاق واسع «اللغة المختلطة ثنائية اللغة» في كل من الحس اللغوي التقليدي والضيق بسبب انصالة بين الجذور واللواحق. ونادرا ما يشهد هذا النوع من الأقتراض الشديد والمنهجي وليس وصفا لإعلام لينقا عادة عن مجموعة متنوعة من إما اليكتشوا أو الأسبانية. ارندس وآخرون: قائمة غتين تندرج تحت اسم وسائل إعلام لينقا. سالسيدو وسائل لينقا الإعلام والوسائط مجموعة متنوعة من وسائل إعلام لينقا الشمالية وجدت في محافظة إمبابورا ويشار إلى وسائل الإعلام إمبابورا وبشكل أكثر تحديدا وأصناف لهجة داخل المحافة تعرف باجي وسائل إعلام لينقا ووساثل إعلام انقلاس لينقا.